# Golden Globe for bedste filmmanuskript
Golden Globe for bedste filmmanuskript er en Golden Globe Award, der første gang blev uddelt i 1947 af Hollywood Foreign Press Association.

## Vindere og nominerede

### 1940'erne
| År   | Film                  | Nominerede        |
| ---- | --------------------- | ----------------- |
| 1947 | Miraklet på Manhattan | George Seaton     |
| 1948 | Et barn eftersøges    | Richard Schweizer |
| 1949 | Heltene fra Bastogne  | Robert Pirosh     |
| 1949 | Glødende sand         | Walter Doniger    |

### 1950'erne
| År   | Film              | Nominerede                                           |
| ---- | ----------------- | ---------------------------------------------------- |
| 1950 | Alt om Eva        | Joseph L. Mankiewicz                                 |
| 1950 | Asfaltjunglen     | Ben Maddow og John Huston                            |
| 1950 | Sunset Boulevard  | Charles Brackett, Billy Wilder og D. M. Marshman Jr. |
| 1951 | Tilbage til livet | Robert Buckner                                       |
| 1952 | Operation Cicero  | Michael Wilson                                       |
| 1952 | Sheriffen         | Carl Foreman                                         |
| 1952 | Tyven             | Clarence Greene og Russell Rouse                     |
| 1953 | Lili              | Helen Deutsch                                        |
| 1954 | Sabrina           | Billy Wilder, Ernest Lehman og Samuel A. Taylor      |

### 1960s
| År   | Film                                 | Nominerede                                    |
| ---- | ------------------------------------ | --------------------------------------------- |
| 1965 | Doktor Zivago                        | Robert Bolt                                   |
| 1965 | Michelangelo - smerte og ekstase     | Philip Dunne                                  |
| 1965 | Offer for en samler                  | John Kohn og Stanley Mann                     |
| 1965 | Et strejf af solskin                 | Guy Green                                     |
| 1965 | Stemmen i telefonen                  | Stirling Silliphant                           |
| 1966 | Mand til alle tider                  | Robert Bolt                                   |
| 1966 | Alfie                                | Bill Naughton                                 |
| 1966 | Russerne kommer, russerne kommer!    | William Rose                                  |
| 1966 | Kanonbåden San Pablo                 | Robert Anderson                               |
| 1966 | Hvem er bange for Virginia Woolf?    | Ernest Lehman                                 |
| 1967 | I nattens hede                       | Stirling Silliphant                           |
| 1967 | Bonnie og Clyde                      | Robert Benton og David Newman                 |
| 1967 | Ræven                                | Lewis John Carlino and Howard Koch            |
| 1967 | Fagre voksne verden                  | Buck Henry og Calder Willingham               |
| 1967 | Gæt hvem der kommer til middag       | William Rose                                  |
| 1968 | CHAЯLY                               | Stirling Silliphant                           |
| 1968 | Jøden fra Kiev                       | Dalton Trumbo                                 |
| 1968 | Løve ved vintertide                  | James Goldman                                 |
| 1968 | The Producers                        | Mel Brooks                                    |
| 1968 | Rosemary's Baby                      | Roman Polanski                                |
| 1969 | Anne, dronning i tusind dage         | Bridget Boland, John Hale og Richard Sokolove |
| 1969 | Butch Cassidy and the Sundance Kid   | William Goldman                               |
| 1969 | Hvis det er tirsdag, er vi i Belgien | David Shaw                                    |
| 1969 | John og Mary                         | John Mortimer                                 |
| 1969 | Midnight Cowboy                      | Waldo Salt                                    |

### 1970'erne
| År   | Film                                                    | Nominerede                             |
| ---- | ------------------------------------------------------- | -------------------------------------- |
| 1970 | Love Story                                              | Erich Segal                            |
| 1970 | Five Easy Pieces                                        | Carole Eastman and Bob Rafelson        |
| 1970 | Ægtemænd                                                | John Cassavetes                        |
| 1970 | M*A*S*H                                                 | Ring Lardner Jr.                       |
| 1970 | Et juleeventyr                                          | Leslie Bricusse                        |
| 1971 | Hospitalet                                              | Paddy Chayefsky                        |
| 1971 | The French Connection                                   | Ernest Tidyman                         |
| 1971 | Klute                                                   | Andy and Dave Lewis                    |
| 1971 | Kotch - en helvedes go' bedstefar                       | John Paxton                            |
| 1971 | Marie Stuart, dronning af Skotland                      | John Hale                              |
| 1972 | The Godfather                                           | Francis Ford Coppola og Mario Puzo     |
| 1972 | Avanti - kom ind!                                       | Billy Wilder and I. A. L. Diamond      |
| 1972 | Cabaret                                                 | Jay Presson Allen                      |
| 1972 | Udflugt med døden                                       | James Dickey                           |
| 1972 | Frenzy                                                  | Anthony Shaffer                        |
| 1972 | Hjerteknuseren                                          | Neil Simon                             |
| 1973 | Eksorcisten                                             | William Peter Blatty                   |
| 1973 | Orlov til midnat                                        | Darryl Ponicsan                        |
| 1973 | Sjakalen                                                | Kenneth Ross                           |
| 1973 | Sidste stik                                             | David S. Ward                          |
| 1973 | En pikant affære                                        | Melvin Frank og Jack Rose              |
| 1974 | Chinatown                                               | Robert Towne                           |
| 1974 | Aflytningen                                             | Francis Ford Coppola                   |
| 1974 | The Godfather Part II                                   | Francis Ford Coppola and Mario Puzo    |
| 1974 | Det tårnhøje helvede                                    | Stirling Silliphant                    |
| 1974 | En kvinde under indflydelse                             | John Cassavetes                        |
| 1975 | Gøgereden                                               | Bo Goldman og Lawrence Hauben          |
| 1975 | En skæv eftermiddag                                     | Frank Pierson                          |
| 1975 | Dødens gab                                              | Peter Benchley og Carl Gottlieb        |
| 1975 | Nashville                                               | Joan Tewkesbury                        |
| 1975 | Sunshine Boys                                           | Neil Simon                             |
| 1976 | Nettet                                                  | Paddy Chayefsky                        |
| 1976 | Alle præsidentens mænd                                  | William Goldman                        |
| 1976 | Marathonmanden                                          | William Goldman                        |
| 1976 | Rocky                                                   | Sylvester Stallone                     |
| 1976 | Taxi Driver                                             | Paul Schrader                          |
| 1976 | S/S St. Louis - Skibet som fik verden til at skamme sig | David Butler og Steve Shagan           |
| 1977 | Hvem sover hvor?                                        | Neil Simon                             |
| 1977 | Mig og Annie                                            | Woody Allen og Marshall Brickman       |
| 1977 | Nærkontakt af tredie grad                               | Steven Spielberg                       |
| 1977 | Julia                                                   | Alvin Sargent                          |
| 1977 | Skillevejen                                             | Arthur Laurents                        |
| 1978 | Midnight Express                                        | Oliver Stone                           |
| 1978 | Coming Home - På vej hjem                               | Robert C. Jones og Waldo Salt          |
| 1978 | Deer Hunter                                             | Deric Washburn                         |
| 1978 | Pigen der vidste for meget                              | Colin Higgins                          |
| 1978 | Rene linier                                             | Woody Allen                            |
| 1978 | En fri kvinde                                           | Paul Mazursky                          |
| 1979 | Kramer mod Kramer                                       | Robert Benton                          |
| 1979 | Being There                                             | Jerzy Kosinski                         |
| 1979 | Udbrud                                                  | Steve Tesich                           |
| 1979 | Kinasyndromet                                           | James Bridges, T. S. Cook og Mike Gray |
| 1979 | Norma Rae                                               | Harriet Frank, Jr. and Irving Ravetch  |

### 1980'erne
| År   | Film                         | Nominerede                                      |
| ---- | ---------------------------- | ----------------------------------------------- |
| 1980 | Den niende kombination       | William Peter Blatty                            |
| 1980 | Elefantmanden                | Eric Bergren og Christopher De Vore             |
| 1980 | En ganske almindelig familie | Alvin Sargent                                   |
| 1980 | Tyren fra Bronx              | Mardik Martin og Paul Schrader                  |
| 1980 | Med livet som indsats        | Lawrence B. Marcus                              |
| 1981 | Deres sensommer              | Ernest Thompson                                 |
| 1981 | I god tro                    | Kurt Luedtke                                    |
| 1981 | De fire årstider             | Alan Alda                                       |
| 1981 | Den franske løjtnants kvinde | Harold Pinter                                   |
| 1981 | Reds                         | Warren Beatty og Trevor Griffiths               |
| 1982 | Gandhi                       | John Briley                                     |
| 1982 | E.T.                         | Melissa Mathison                                |
| 1982 | Savnet                       | Costa-Gavras og Donald E. Stewart               |
| 1982 | Tootsie                      | Larry Gelbart og Murray Schisgal                |
| 1982 | Dommen                       | David Mamet                                     |
| 1983 | Tid til kærtegn              | James L. Brooks                                 |
| 1983 | Gensyn med vennerne          | Barbara Benedek and Lawrence Kasdan             |
| 1983 | Påklæderen                   | Ronald Harwood                                  |
| 1983 | Lærenemme Rita               | Willy Russell                                   |
| 1983 | Reuben, Reuben               | Julius J. Epstein                               |
| 1984 | Amadeus                      | Peter Shaffer                                   |
| 1984 | The Killing Fields           | Bruce Robinson                                  |
| 1984 | Vejen til Indien             | David Lean                                      |
| 1984 | En plads i mit hjerte        | Robert Benton                                   |
| 1984 | Soldier Story                | Charles Fuller                                  |
| 1985 | Den røde rose fra Cairo      | Woody Allen                                     |
| 1985 | Tilbage til fremtiden        | Robert Zemeckis og Bob Gale                     |
| 1985 | Mit Afrika                   | Kurt Luedtke                                    |
| 1985 | Familiens ære                | Richard Condon og Janet Roach                   |
| 1985 | Vidnet                       | William Kelley og Earl W. Wallace               |
| 1986 | The Mission                  | Robert Bolt                                     |
| 1986 | Blue Velvet                  | David Lynch                                     |
| 1986 | Hannah og hendes søstre      | Woody Allen                                     |
| 1986 | Mona Lisa                    | Neil Jordan og David Leland                     |
| 1986 | Platoon                      | Oliver Stone                                    |
| 1987 | Den sidste kejser            | Bernardo Bertolucci, Mark Peploe og Enzo Ungari |
| 1987 | Broadcast News               | James L. Brooks                                 |
| 1987 | Hope and Glory               | John Boorman                                    |
| 1987 | Forført                      | David Mamet                                     |
| 1987 | Lunefulde måne               | John Patrick Shanley                            |
| 1988 | Running on Empty             | Naomi Foner                                     |
| 1988 | Et skrig i mørket            | Robert Caswell og Fred Schepisi                 |
| 1988 | Mississippi Burning          | Chris Gerolmo                                   |
| 1988 | Rain Man                     | Ronald Bass og Barry Morrow                     |
| 1988 | Working Girl                 | Kevin Wade                                      |
| 1989 | Født den 4. juli             | Oliver Stone og Ron Kovic                       |
| 1989 | Døde poeters klub            | Tom Schulman                                    |
| 1989 | Do the Right Thing           | Spike Lee                                       |
| 1989 | Ærens mark                   | Kevin Jarre                                     |
| 1989 | Sex, løgn og video           | Steven Soderbergh                               |
| 1989 | Da Harry mødte Sally         | Nora Ephron                                     |

### 1990'erne
| År   | Film                              | Nominerede                           |
| ---- | --------------------------------- | ------------------------------------ |
| 1990 | Danser med ulve                   | Michael Blake                        |
| 1990 | Avalon - Drømmen om Amerika       | Barry Levinson                       |
| 1990 | The Godfather: Part III           | Francis Ford Coppola og Mario Puzo   |
| 1990 | Goodfellas                        | Nicholas Pileggi og Martin Scorsese  |
| 1990 | Frikendt..?                       | Nicholas Kazan                       |
| 1991 | Thelma og Louise                  | Callie Khouri                        |
| 1991 | Bugsy                             | James Toback                         |
| 1991 | Grand Canyon - i storbyens hjerte | Lawrence Kasdan og Meg Kasdan        |
| 1991 | JFK                               | Zachary Sklar og Oliver Stone        |
| 1991 | Ondskabens øjne                   | Ted Tally                            |
| 1992 | En duft af kvinde                 | Bo Goldman                           |
| 1992 | Et spørgsmål om ære               | Aaron Sorkin                         |
| 1992 | Howards End                       | Ruth Prawer Jhabvala                 |
| 1992 | The Player                        | Michael Tolkin                       |
| 1992 | De nådesløse                      | David Webb Peoples                   |
| 1993 | Schindlers Liste                  | Steven Zaillian                      |
| 1993 | Philadelphia                      | Ron Nyswaner                         |
| 1993 | The Piano                         | Jane Campion                         |
| 1993 | Resten af dagen                   | Ruth Prawer Jhabvala                 |
| 1993 | Short Cuts                        | Robert Altman og Frank Barhydt       |
| 1994 | Pulp Fiction                      | Quentin Tarantino                    |
| 1994 | Forrest Gump                      | Eric Roth                            |
| 1994 | Fire bryllupper og en begravelse  | Richard Curtis                       |
| 1994 | Quiz Show                         | Paul Attanasio                       |
| 1994 | En verden udenfor                 | Frank Darabont                       |
| 1995 | Fornuft og følelse                | Emma Thompson                        |
| 1995 | Præsident på frierfødder          | Aaron Sorkin                         |
| 1995 | Braveheart                        | Randall Wallace                      |
| 1995 | Dead Man Walking                  | Tim Robbins                          |
| 1995 | Get Shorty                        | Scott Frank                          |
| 1995 | Mr. Holland's Opus                | Patrick Sheane Duncan                |
| 1996 | Folket mod Larry Flynt            | Scott Alexander og Larry Karaszewski |
| 1996 | Den engelske patient              | Anthony Minghella                    |
| 1996 | Fargo                             | Joel Coen og Ethan Coen              |
| 1996 | Lone Star                         | John Sayles                          |
| 1996 | Shine                             | Jan Sardi                            |
| 1997 | Good Will Hunting                 | Matt Damon og Ben Affleck            |
| 1997 | Det bli'r ikke bedre              | Mark Andrus og James L. Brooks       |
| 1997 | L.A. Confidential                 | Brian Helgeland og Curtis Hanson     |
| 1997 | Titanic                           | James Cameron                        |
| 1997 | Wag the Dog                       | Hilary Henkin og David Mamet         |
| 1998 | Shakespeare in Love               | Marc Norman og Tom Stoppard          |
| 1998 | Bulworth                          | Warren Beatty og Jeremy Pikser       |
| 1998 | Happiness                         | Todd Solondz                         |
| 1998 | Saving Private Ryan               | Robert Rodat                         |
| 1998 | The Truman Show                   | Andrew Niccol                        |
| 1999 | American Beauty                   | Alan Ball                            |
| 1999 | Being John Malkovich              | Charlie Kaufman                      |
| 1999 | Æblemostreglementet               | John Irving                          |
| 1999 | The Insider                       | Eric Roth og Michael Mann            |
| 1999 | Den sjette sans                   | M. Night Shyamalan                   |

### 2000'erne
| År   | Film                              | Nominerede                                       |
| ---- | --------------------------------- | ------------------------------------------------ |
| 2000 | Traffic                           | Stephen Gaghan                                   |
| 2000 | Almost Famous                     | Cameron Crowe                                    |
| 2000 | Quills                            | Doug Wright                                      |
| 2000 | Wonder Boys                       | Steve Kloves                                     |
| 2000 | You Can Count On Me               | Kenneth Lonergan                                 |
| 2001 | Et smukt sind                     | Akiva Goldsman                                   |
| 2001 | Gosford Park                      | Julian Fellowes                                  |
| 2001 | The Man Who Wasn't There          | Joel Coen og Ethan Coen                          |
| 2001 | Memento                           | Christopher Nolan                                |
| 2001 | Mulholland Drive                  | David Lynch                                      |
| 2002 | Rundt om Schmidt                  | Alexander Payne og Jim Taylor                    |
| 2002 | Orkidé-tyven                      | Charlie and Donald Kaufman                       |
| 2002 | Chicago                           | Bill Condon                                      |
| 2002 | Far from Heaven                   | Todd Haynes                                      |
| 2002 | The Hours                         | David Hare                                       |
| 2003 | Lost in Translation               | Sofia Coppola                                    |
| 2003 | Tilbage til Cold Mountain         | Anthony Minghella                                |
| 2003 | In America                        | Jim Sheridan, Kirsten Sheridan og Naomi Sheridan |
| 2003 | Love Actually                     | Richard Curtis                                   |
| 2003 | Mystic River                      | Brian Helgeland                                  |
| 2004 | Sideways                          | Alexander Payne og Jim Taylor                    |
| 2004 | The Aviator                       | John Logan                                       |
| 2004 | Closer                            | Patrick Marber                                   |
| 2004 | Evigt solskin i et pletfrit sind  | Charlie Kaufman                                  |
| 2004 | Finding Neverland                 | David Magee                                      |
| 2005 | Brokeback Mountain                | Larry McMurtry and Diana Ossana                  |
| 2005 | Crash                             | Paul Haggis og Bobby Moresco                     |
| 2005 | Good Night, and Good Luck.        | George Clooney og Grant Heslov                   |
| 2005 | Match Point                       | Woody Allen                                      |
| 2005 | München                           | Tony Kushner og Eric Roth                        |
| 2006 | The Queen                         | Peter Morgan                                     |
| 2006 | Babel                             | Guillermo Arriaga                                |
| 2006 | The Departed                      | William Monahan                                  |
| 2006 | Little Children                   | Todd Field og Tom Perrotta                       |
| 2006 | Notes on a Scandal                | Patrick Marber                                   |
| 2007 | No Country for Old Men            | Joel Coen og Ethan Coen                          |
| 2007 | Soning                            | Christopher Hampton                              |
| 2007 | Charlie Wilson's War              | Aaron Sorkin                                     |
| 2007 | Dykkerklokken og Sommerfuglen     | Ronald Harwood                                   |
| 2007 | Juno                              | Diablo Cody                                      |
| 2008 | Slumdog Millionaire               | Simon Beaufoy                                    |
| 2008 | Benjamin Buttons forunderlige liv | Eric Roth                                        |
| 2008 | Doubt                             | John Patrick Shanley                             |
| 2008 | Frost/Nixon                       | Peter Morgan                                     |
| 2008 | The Reader                        | David Hare                                       |
| 2009 | Up in the Air                     | Jason Reitman og Sheldon Turner                  |
| 2009 | District 9                        | Neill Blomkamp and Terri Tatchell                |
| 2009 | The Hurt Locker                   | Mark Boal                                        |
| 2009 | Inglourious Basterds              | Quentin Tarantino                                |
| 2009 | Det' indviklet                    | Nancy Meyers                                     |

### 2010'erne
| År   | Film                                      | Nominerede                                                                      |
| ---- | ----------------------------------------- | ------------------------------------------------------------------------------- |
| 2010 | The Social Network                        | Aaron Sorkin                                                                    |
| 2010 | 127 Hours                                 | Simon Beaufoy and Danny Boyle                                                   |
| 2010 | Inception                                 | Christopher Nolan                                                               |
| 2010 | The Kids Are All Right                    | Lisa Cholodenko og Stuart Blumberg                                              |
| 2010 | Kongens store tale                        | David Seidler                                                                   |
| 2011 | Midnight in Paris                         | Woody Allen                                                                     |
| 2011 | The Artist                                | Michel Hazanavicius                                                             |
| 2011 | The Descendants                           | Alexander Payne, Jim Rash og Nat Faxon                                          |
| 2011 | Kamæleonen                                | George Clooney, Grant Heslov og Beau Willimon                                   |
| 2011 | Moneyball                                 | Steven Zaillian og Aaron Sorkin                                                 |
| 2012 | Django Unchained                          | Quentin Tarantino                                                               |
| 2012 | Operation Argo                            | Chris Terrio                                                                    |
| 2012 | Lincoln                                   | Tony Kushner                                                                    |
| 2012 | Silver Linings Playbook                   | David O. Russell                                                                |
| 2012 | Zero Dark Thirty                          | Mark Boal                                                                       |
| 2013 | Hende                                     | Spike Jonze                                                                     |
| 2013 | 12 Years a Slave                          | John Ridley                                                                     |
| 2013 | American Hustle                           | Eric Warren Singer og David O. Russell                                          |
| 2013 | Nebraska                                  | Bob Nelson                                                                      |
| 2013 | Philomena                                 | Steve Coogan og Jeff Pope                                                       |
| 2014 | Birdman                                   | Alejandro G. Iñárritu, Nicolás Giacobone, Alexander Dinelaris Jr. og Armando Bó |
| 2014 | Boyhood                                   | Richard Linklater                                                               |
| 2014 | Kvinden der forsvandt                     | Gillian Flynn                                                                   |
| 2014 | The Grand Budapest Hotel                  | Wes Anderson                                                                    |
| 2014 | The Imitation Game                        | Graham Moore                                                                    |
| 2015 | Steve Jobs                                | Aaron Sorkin                                                                    |
| 2015 | The Big Short                             | Adam McKay og Charles Randolph                                                  |
| 2015 | The Hateful Eight                         | Quentin Tarantino                                                               |
| 2015 | Room                                      | Emma Donoghue                                                                   |
| 2015 | Spotlight                                 | Tom McCarthy og Josh Singer                                                     |
| 2016 | La La Land                                | Damien Chazelle                                                                 |
| 2016 | Hell or High Water                        | Taylor Sheridan                                                                 |
| 2016 | Manchester by the Sea                     | Kenneth Lonergan                                                                |
| 2016 | Moonlight                                 | Barry Jenkins                                                                   |
| 2016 | Natdyr                                    | Tom Ford                                                                        |
| 2017 | Three Billboards Outside Ebbing, Missouri | Martin McDonagh                                                                 |
| 2017 | Lady Bird                                 | Greta Gerwig                                                                    |
| 2017 | Molly's Game                              | Aaron Sorkin                                                                    |
| 2017 | The Post                                  | Liz Hannah og Josh Singer                                                       |
| 2017 | The Shape of Water                        | Guillermo del Toro og Vanessa Taylor                                            |
| 2018 | Green Book                                | Nick Vallelonga, Brian Hayes Currie og Peter Farrelly                           |
| 2018 | The Favourite                             | Deborah Davis og Tony McNamara                                                  |
| 2018 | If Beale Street Could Talk                | Barry Jenkins                                                                   |
| 2018 | Roma                                      | Alfonso Cuarón                                                                  |
| 2018 | Vice                                      | Adam McKay                                                                      |
| 2019 | Once Upon a Time in Hollywood             | Quentin Tarantino                                                               |
| 2019 | The Irishman                              | Steven Zaillian                                                                 |
| 2019 | Marriage Story                            | Noah Baumbach                                                                   |
| 2019 | Parasite                                  | Bong Joon-Ho and Han Jin Won                                                    |
| 2019 | The Two Popes                             | Anthony McCarten                                                                |

### 2020'erne
| År   | Film                       | Nominerede                            |
| ---- | -------------------------- | ------------------------------------- |
| 2020 | The Trial of the Chicago 7 | Aaron Sorkin                          |
| 2020 | Promising Young Woman      | Emerald Fennell                       |
| 2020 | Mank                       | Jack Fincher (posthum)                |
| 2020 | The Father                 | Florian Zeller og Christopher Hampton |
| 2020 | Nomadland                  | Chloé Zhao                            |